# Ledorme
Ledormene (Annelida) udgør en delgruppe af dyrene.

## Klassifikation
Række: Annelida
- Klasse: Polychaeta
  - Orden: Aeolosomatida
  - Orden: Psammodrilida
  - Orden: Scolecida (Eks. Sandorm)
  - Orden: Nerillida
  - Orden: Spintherida
  - Orden: Phyllodocida (Eks. Nereis)
  - Orden: Eunicida
  - Orden: Amphinomida
  - Orden: Protodrilida
  - Orden: Sabellida
  - Orden: Terebellida
  - Orden: Spionida (Eks. Boreorm, Pygospio elegans)
- Overklasse: Clitellata
  - Klasse: Oligochaeta
    - Orden: Lumbriculida
    - Orden: Opisthopora (Eks. Regnorme)
    - Orden: Haplotaxida
    - Orden: Enchytraeida
    - Orden: Tubificida

  - Klasse: Hirudinea (Igler)
    - Underklasse: Branchiobdellidea
      - Orden: Branchiobdellida

    - Underklasse: Acanthobdellidea
      - Orden: Acanthobdellida

    - Underklasse: Euhirudinea
      - Orden: Rhynchobdellida
      - Orden: Arhynchobdellida